# 82-й меридіан західної довготи
82-й меридіан західної довготи — лінія довготи, що лежить на 82 градуси західніше Гринвіцького меридіана. Вона проходить від Північного полюса через Північний Льодовитий океан, Північну Америку, Атлантичний океан, Центральну Америку, Тихий океан, Південний океан та Антарктиду до Південного полюса.
82-й меридіан західної довготи формує велике коло разом із 98-мим меридіаном східної довготи.

## Список географічних об'єктів, що перетинає 82° зх. д.
Починаючи на Північному полюсі та рухаючись до Південного полюса, 82-й меридіан західної довготи проходить через:
| Координати                                                 | Країна, територія або море | Примітки                                                                                                 |
| ---------------------------------------------------------- | -------------------------- | --- |
| 90°0′ пн. ш. 82°0′ зх. д. / 90.000° пн. ш. 82.000° зх. д.  | Північний Льодовитий океан | |
| 82°39′ пн. ш. 82°0′ зх. д. / 82.650° пн. ш. 82.000° зх. д. | Канада                     | Нунавут — проходить через острів Елсмір                                                                  |
| 76°30′ пн. ш. 82°0′ зх. д. / 76.500° пн. ш. 82.000° зх. д. | Протока Джонс[en]          | |
| 75°49′ пн. ш. 82°0′ зх. д. / 75.817° пн. ш. 82.000° зх. д. | Канада                     | Нунавут — проходить через острів Девон                                                                   |
| 74°28′ пн. ш. 82°0′ зх. д. / 74.467° пн. ш. 82.000° зх. д. | Протока Ланкастер          | |
| 73°44′ пн. ш. 82°0′ зх. д. / 73.733° пн. ш. 82.000° зх. д. | Канада                     | Нунавут — проходить через Баффінову Землю                                                                |
| 69°53′ пн. ш. 82°0′ зх. д. / 69.883° пн. ш. 82.000° зх. д. | Затока Фокс                | |
| 69°16′ пн. ш. 82°0′ зх. д. / 69.267° пн. ш. 82.000° зх. д. | Канада                     | Нунавут — проходить через півострів Мелвілл                                                              |
| 66°52′ пн. ш. 82°0′ зх. д. / 66.867° пн. ш. 82.000° зх. д. | Затока Фокс                | |
| 64°37′ пн. ш. 82°0′ зх. д. / 64.617° пн. ш. 82.000° зх. д. | Канада                     | Нунавут — проходить через острів Саутгемптон                                                             |
| 63°39′ пн. ш. 82°0′ зх. д. / 63.650° пн. ш. 82.000° зх. д. | Протока Еванс              | |
| 62°57′ пн. ш. 82°0′ зх. д. / 62.950° пн. ш. 82.000° зх. д. | Канада                     | Нунавут — проходить через острів Котс                                                                    |
| 62°41′ пн. ш. 82°0′ зх. д. / 62.683° пн. ш. 82.000° зх. д. | Гудзонова затока           | |
| 55°0′ пн. ш. 82°0′ зх. д. / 55.000° пн. ш. 82.000° зх. д.  | Затока Джеймс              | |
| 53°3′ пн. ш. 82°0′ зх. д. / 53.050° пн. ш. 82.000° зх. д.  | Канада                     | Нунавут — проходить через острів Акіміски                                                                |
| 52°59′ пн. ш. 82°0′ зх. д. / 52.983° пн. ш. 82.000° зх. д. | Затока Джеймс              | |
| 52°47′ пн. ш. 82°0′ зх. д. / 52.783° пн. ш. 82.000° зх. д. | Канада                     | Онтаріо — проходить через острів Манітулін                                                               |
| 45°33′ пн. ш. 82°0′ зх. д. / 45.550° пн. ш. 82.000° зх. д. | Озеро Гурон                | |
| 43°12′ пн. ш. 82°0′ зх. д. / 43.200° пн. ш. 82.000° зх. д. | Канада                     | Онтаріо                                                                                                  |
| 42°15′ пн. ш. 82°0′ зх. д. / 42.250° пн. ш. 82.000° зх. д. | Озеро Ері                  | |
| 41°31′ пн. ш. 82°0′ зх. д. / 41.517° пн. ш. 82.000° зх. д. | США                        | Огайо Західна Вірджинія Кентуккі Вірджинія Теннессі Північна Кароліна Південна Кароліна Джорджія Флорида |
| 26°29′ пн. ш. 82°0′ зх. д. / 26.483° пн. ш. 82.000° зх. д. | Мексиканська затока        | Проходить східніша острова Бока-Гранде-Кей[en], Флорида, США                                             |
| 23°11′ пн. ш. 82°0′ зх. д. / 23.183° пн. ш. 82.000° зх. д. | Куба                       | Проходить через острів Куба                                                                              |
| 22°18′ пн. ш. 82°0′ зх. д. / 22.300° пн. ш. 82.000° зх. д. | Карибське море             | |
| 21°39′ пн. ш. 82°0′ зх. д. / 21.650° пн. ш. 82.000° зх. д. | Куба                       | Проходить через архіпелаг Лос-Канарреос                                                                  |
| 21°36′ пн. ш. 82°0′ зх. д. / 21.600° пн. ш. 82.000° зх. д. | Карибське море             | |
| 9°10′ пн. ш. 82°0′ зх. д. / 9.167° пн. ш. 82.000° зх. д.   | Затока Чірікі              | |
| 8°57′ пн. ш. 82°0′ зх. д. / 8.950° пн. ш. 82.000° зх. д.   | Панама                     | |
| 8°12′ пн. ш. 82°0′ зх. д. / 8.200° пн. ш. 82.000° зх. д.   | Тихий океан                | Проходить західніше острова Коїба, Панама                                                                |
| 60°0′ пд. ш. 82°0′ зх. д. / 60.000° пд. ш. 82.000° зх. д.  | Південний океан            | |
| 73°56′ пд. ш. 82°0′ зх. д. / 73.933° пд. ш. 82.000° зх. д. | Антарктида                 | Проходить через Чилійську Антарктику (претендує Чилі)                                                    |